# Gagea davlianidzeae
Gagea davlianidzeae är en liljeväxtart som beskrevs av Igor Germanovich Levichev. Gagea davlianidzeae ingår i Vårlökssläktet och i familjen liljeväxter. Inga underarter finns listade.